# 장혜선 (아나운서)
장혜선은 현 대한민국 아나운서다. 